# Coppa di Svizzera 2014-2015 (pallavolo maschile)
La Coppa di Svizzera 2014-2015 si è svolta dal 28 agosto 2014 al 28 marzo 2015: al torneo hanno partecipato 87 squadre di club svizzere e la vittoria finale è andata per la quinta volta al Losanna UC.

## Regolamento
- Alla competizioni sono state ammesse tutte le squadre impegnate nei campionati di livello nazionale, ossia la Lega Nazionale A, Lega Nazionale B e 1. Lega, oltre che quelle impegnate nei campionati di livello regionale, ossia la 2. Lega,la 3. Lega e la 4. Lega.
- Tutti gli incontri si svolgono in gara unica, sempre in casa della formazione di categoria più bassa, ad eccezione della finale, giocata in campo neutro; nel caso in cui due formazioni provenissero dalla stessa categoria, si gioca in casa di quella col peggior piazzamento nella stagione precedente.
- Le squadre di livello provinciale scendono in campo fin dal primo turno, quelle provenienti dalla 1. Lega debuttano al secondo turno, quelle provenienti dalla Lega Nazionale B dal quinto turno e quelle provenienti dalla Lega Nazionale A dagli ottavi di finale.

## Squadre partecipanti
| - Aeschi - Allschwil - Amriswil - Andwil-Arnegg - Appenzell-Gonten - Traktor Basilea - VBC Bödeli-Unterseen - Bubendorf - Buochs - Bütschwil - Chênois - Colombier - Cosmos - Ebikon - Ecublens - Einsiedeln - VBC Embrach - Emmen-Nord - VBC Ettiswil - VB Fides Ruswil - Fortuna Bürglen - Fully | - Gelterkinden - Genève Volley - Goldach - Herren Oberwallis - Hochdorf Audacia - Jona - Kanti Baden - Kanti Limmattal - Klettgau - Kreuzlingen - Lancy - Laufen - Laufenburg-Kaisten - La Côte - Losanna UC - Losanna - Lugano - Lunkhofen - Lutry-Lavaux - Malters - Münchenbuchsee - Muri Berna | - Muttenz - Näfels - Neuchâtel - Nidau - Oberdiessbach - Obwalden - Oerlikon - Olten - Papiermühle - Pfäffikon - Rämi Zurigo - Rheno Volleyball - Rätia - Regio - Riggisberg - San Gallo - VBC Schaffhausen - Schönenwerd - VBC Seftigen - Servette - Seuzach - Sion | - Smash Winterthur - Solothurn - Spiez - STB - VBC Tecknau - Therwil - Thun - Tornado Adliswil - Uni Berna - Uster - VC Lucerna - Volero Aarberg - Voléro Zurigo - Wädivolley - Wetzikon - Wiedikon - Wil - Wittenbach - Yverdon - Zug - Züri Unterland |

## Torneo

### Primo turno
| 28 agosto 2014 Mehrzweckgebäude, Gurzelen Durata: - Spettatori:           | VBC Seftigen         | 3 - 0 | Spiez            | 25-23, 25-16, 25-23               |
| 28 agosto 2014 Turnhalle, Tecknau Durata: - Spettatori:                   | VBC Tecknau          | 0 - 3 | Bubendorf        | 14-25, 13-25, 14-25               |
| 29 agosto 2014 Kantonsschule Zürich Nord, Zurigo Durata: - Spettatori:    | Oerlikon             | 0 - 3 | Tornado Adliswil | 12-25, 18-25, 21-25               |
| 29 agosto 2014 Sporthalle Baldegg, Baldegg Durata: - Spettatori:          | Hochdorf Audacia     | 0 - 3 | Fortuna Bürglen  | 12-25, 16-25, 14-25               |
| 31 agosto 2014 Sporthalle BBZ Mühlental, Sciaffusa Durata: - Spettatori:  | VBC Schaffhausen     | 1 - 3 | Wil              | 16-25, 17-25, 26-24, 13-25        |
| 2 settembre 2014 Kantonsschule Wiedikon, Zurigo Durata: - Spettatori:     | Wiedikon             | 0 - 3 | Pfäffikon        | 21-25, 24-26, 19-25               |
| 2 settembre 2014 École de commerce, Plan-les-Ouates Durata: - Spettatori: | Lancy                | 3 - 1 | Neuchâtel        | 25-14, 25-20, 22-25, 25:12        |
| 2 settembre 2014 Kantonsschule Limmattal, Urdorf Durata: - Spettatori:    | Kanti Limmattal      | 3 - 0 | Bütschwil        | 25-9, 25-19, 25-10                |
| 2 settembre 2014 Turnhalle, Ettiswil Durata: - Spettatori:                | VBC Ettiswil         | 0 - 3 | Traktor Basilea  | 18-25, 25-27, 18-25               |
| 3 settembre 2014 Sporthalle Rietacker, Seuzach Durata: - Spettatori:      | Seuzach              | 0 - 3 | VBC Embrach      | 15-25, 17-25, 9-25                |
| 3 settembre 2014 Salle du Croset, Ecublens Durata: - Spettatori:          | Ecublens             | 0 - 3 | Cosmos           | 11-25, 20-25, 16-25               |
| 5 settembre 2014 Kantonsschule RHG, Zurigo Durata: - Spettatori:          | Rämi Zurigo          | 3 - 0 | San Gallo        | 25-12, 25-21, 27-25               |
| 5 settembre 2014 Lindenallee, Interlaken Durata: - Spettatori:            | VBC Bödeli-Unterseen | 0 - 3 | Muri Berna       | 13-25, 11-25, 22-25               |
| 5 settembre 2014 Sporthalle Schadau, Thun Durata: - Spettatori:           | Thun                 | 2 - 3 | Volero Aarberg   | 18-25, 25-15, 25-16, 14-25, 12-15 |
| 5 settembre 2014 Kantonsschule, Heerbrugg Durata: - Spettatori:           | Rheno Volleyball     | 3 - 1 | Wädivolley       | 25-14, 20-25, 25-20, 25-17        |
| 5 settembre 2014 99er-Sporthalle, Therwil Durata: - Spettatori:           | Therwil              | 0 - 3 | Ebikon           | 16-25, 13-25, 26-28               |
| 7 settembre 2014 Henry-Dunant, Ginevra Durata: - Spettatori:              | Genève Volley        | 1 - 3 | Sion             | 24-26, 27-25, 18-25, 26-28        |

### Secondo turno
| 2 settembre 2014 Kriegacker, Muttenz Durata: - Spettatori:              | Muttenz          | 0 - 3 | Zug               | 7-25, 20-25, 17-25                |
| 9 settembre 2014 Sonnenhof, Wil Durata: - Spettatori:                   | Wil              | 3 - 1 | Appenzell-Gonten  | 25-21, 25-16, 21-25, 25-19        |
| 11 settembre 2014 La Marive, Yverdon Durata: - Spettatori:              | Yverdon          | 1 - 3 | Losanna           | 17-25, 25-22, 23-25, 14-25        |
| 12 settembre 2014 Schönau, Berna Durata: - Spettatori:                  | STB              | 3 - 1 | Regio             | 25-14, 14-25, 25-18, 25-18        |
| 13 settembre 2014 KZO, Wetzikon Durata: - Spettatori:                   | Wetzikon         | 1 - 3 | Rätia             | 25-23, 25-20, 25-13               |
| 14 settembre 2014 Bachfeld, Goldach Durata: - Spettatori:               | Goldach          | 0 - 3 | Uster             | 19-25, 20-25, 16-25               |
| 15 settembre 2014 Sappeten, Bubendorf Durata: - Spettatori:             | Bubendorf        | 0 - 3 | Obwalden          | 9-25, 17-25, 16-25                |
| 16 settembre 2014 Kantonsschule Rämibühl, Zurigo Durata: - Spettatori:  | Rämi Zurigo      | 0 - 3 | Klettgau          | 11-25, 24-26, 12-25               |
| 16 settembre 2014 Mehrzweckhalle, Etziken Durata: - Spettatori:         | Aeschi           | 1 - 3 | Solothurn         | 25-22, 23-25, 23-25, 21-25        |
| 16 settembre 2014 Châteauneuf, Sion / Châteauneuf Durata: - Spettatori: | Sion             | 3 - 1 | La Côte           | 25-23, 25-23, 21-25, 25-18        |
| 17 settembre 2014 Mehrzweckgebäude, Gurzelen Durata: - Spettatori:      | VBC Seftigen     | 0 - 3 | Riggisberg        | 25-27, 24-26, 17-25               |
| 17 settembre 2014 Margarethen, Basilea Durata: - Spettatori:            | Traktor Basilea  | 2 - 3 | Emmen-Nord        | 10-25, 25-17, 25-23, 22-25, 17-19 |
| 17 settembre 2014 Grand-Vennes, Losanna Durata: - Spettatori:           | Cosmos           | 3 - 0 | Nidau             | 25-14, 25-17, 25-16               |
| 18 settembre 2014 Französische Schule ECLF, Berna Durata: - Spettatori: | Muri Berna       | 0 - 3 | Papiermühle       | 15-25, 17-25, 21-25               |
| 18 settembre 2014 Steg 1/Steg 2, Pfäffikon Durata: - Spettatori:        | Pfäffikon        | 0 - 3 | Kreuzlingen       | 9-25, 16-25, 20-25                |
| 18 settembre 2014 Turnhalle Feldmatt, Ebikon Durata: - Spettatori:      | Ebikon           | 1 - 3 | Gelterkinden      | 26-24, 20-25, 13-25, 15-25        |
| 18 settembre 2014 Kantonsschule Limmattal, Urdorf Durata: - Spettatori: | Kanti Limmattal  | 0 - 3 | Wittenbach        | 23-25, 21-25, 23-25               |
| 19 settembre 2014 Sporthalle, Bürglen Durata: - Spettatori:             | Fortuna Bürglen  | 3 - 0 | Allschwil         | 25-21, 25-21, 25-21               |
| 21 settembre 2014 Salle Polyvalente, Fully Durata: - Spettatori:        | Fully            | 3 - 0 | Herren Oberwallis | 25-13, 25-13, 25-18               |
| 21 settembre 2014 Turnhalle, Oberlunkhofen Durata: - Spettatori:        | VB Fides Ruswil  | 0 - 3 | Lunkhofen         | 18-25, 14-25, 17-25               |
| 21 settembre 2014 Reichenbünt, Heerbrugg Durata: - Spettatori:          | Rheno Volleyball | 0 - 3 | VBC Embrach       | 19-25, 11-25, 13-25               |

### Terzo turno
| 24 settembre 2014 Grand-Vennes, Losanna Durata: - Spettatori:             | Cosmos           | 3 - 0 | Solothurn    | 25-20, 25-15, 25-11               |
| 27 settembre 2014 Zimmerberg, Beringen Durata: - Spettatori:              | Klettgau         | 3 - 0 | Obwalden     | 25-21, 25-18, 25-23               |
| 1 ottobre 2014 Primarschulhaus Ebnet, Embrach Durata: - Spettatori:       | VBC Embrach      | 0 - 3 | Wittenbach   | 3-25, 12-25, 15-25                |
| 1 ottobre 2014 Turnhalle Klosterweg, Wil Durata: - Spettatori:            | Wil              | 2 - 3 | Uster        | 21-25, 25-22, 29-27, 13-25, 11-15 |
| 1 ottobre 2014 Jens MZH, Jens Durata: - Spettatori:                       | Volero Aarberg   | 0 - 3 | STB          | 17-25, 21-25, 16-25               |
| 1 ottobre 2014 Kantihalle, Zugo Durata: - Spettatori:                     | Zug              | 0 - 3 | Lunkhofen    | 18-25, 14-25, 22-25               |
| 2 ottobre 2014 Hofern, Adliswil Durata: - Spettatori:                     | Tornado Adliswil | 1 - 3 | Gelterkinden | 25-21, 21-25, 14-25, 22-25        |
| 2 ottobre 2014 Halle Rain, Ittigen Durata: - Spettatori:                  | Papiermühle      | 3 - 0 | Losanna      | 25-21, 25-16, 25-22               |
| 3 ottobre 2014 Erlenhalle, Emmenbrücke Durata: - Spettatori:              | Emmen-Nord       | 1 - 3 | Kreuzlingen  | 21-25, 25-21, 17-25, 15-25        |
| 4 ottobre 2014 Steinacker, Winterthur Durata: - Spettatori:               | Smash Winterthur | 0 - 3 | Malters      | 18-25, 22-25, 22-25               |
| 5 ottobre 2014 Turnhalle Riggisberg neu, Riggisberg Durata: - Spettatori: | Riggisberg       | 3 - 2 | Fully        | 13-25, 22-25, 25-23, 25-21, 17-15 |
| 5 ottobre 2014 Sporthalle, Bürglen Durata: - Spettatori:                  | Fortuna Bürglen  | 0 - 3 | Wetzikon     | 14-25, 17-25, 17-25               |
| 5 ottobre 2014 ?, ? Durata: - Spettatori:                                 | Sion             | 1 - 3 | Lancy        | 20-25, 18-25, 25-18, 16-25        |

### Quarto turno
| 9 ottobre 2014 Sporthalle Hofmatt, Gelterkinden Durata: - Spettatori:  | Gelterkinden | 1 - 3 | Wittenbach  | 19-25, 26-28, 25-11, 21-25 |
| 12 ottobre 2014 Turnhalle, Oberlunkhofen Durata: - Spettatori:         | Lunkhofen    | 1 - 3 | Wetzikon    | 26-24, 23-25, 19-25, 20-25 |
| 13 ottobre 2014 Grand-Vennes, Losanna Durata: - Spettatori:            | Cosmos       | 3 - 0 | STB         | 25-18, 25-21, 25-16        |
| 15 ottobre 2014 Turnhalle Riggisberg, Riggisberg Durata: - Spettatori: | Riggisberg   | 0 - 3 | Papiermühle | 22-25, 22-25, 20-25        |
| 19 ottobre 2014 Turnhalle Remisberg, Kreuzlingen Durata: - Spettatori: | Kreuzlingen  | 3 - 0 | Uster       | 25-23, 25-14, 25-18        |
| 19 ottobre 2014 Halle Oberei Malters, Malters Durata: - Spettatori:    | Malters      | 3 - 1 | Klettgau    | 24-26, 26-24, 25-22, 25-14 |

### Quinto turno
| 2 novembre 2014 Halle Oberei Malters, Malters Durata: - Spettatori:    | Malters     | 3 - 2 | Andwil-Arnegg      | 25-15, 18-25, 22-25, 25-21, 15-10 |
| 2 novembre 2014 OZ Grünau, Wittenbach Durata: - Spettatori:            | Wittenbach  | 0 - 3 | VC Lucerna         | 20-25, 16-25, 18-25               |
| 2 novembre 2014 Kantonsschule, Baden Durata: - Spettatori:             | Kanti Baden | 1 - 3 | Laufen             | 21-25, 16-25, 25-19, 27-29        |
| 2 novembre 2014 Salles Ecole des Racettes, Onex Durata: - Spettatori:  | Lancy       | 2 - 3 | Papiermühle        | 20-25, 25-23, 20-25, 25-22, 12-15 |
| 2 novembre 2014 Turnhalle Remisberg, Kreuzlingen Durata: - Spettatori: | Kreuzlingen | 0 - 3 | Colombier          | 23-25, 23-25, 23-25               |
| 2 novembre 2014 Salle du Croset, Ecublens Durata: - Spettatori:        | Cosmos      | 3 - 1 | Voléro Zurigo      | 25-23, 23-25, 25-14, 25-13        |
| 2 novembre 2014 Breitli Halle, Buochs Durata: - Spettatori:            | Buochs      | 1 - 3 | Laufenburg-Kaisten | 21-25, 25-22, 19-25, 17-25        |
| 2 novembre 2014 Kantonsschule ZO, Wetzikon Durata: - Spettatori:       | Wetzikon    | 3 - 2 | Münchenbuchsee     | 25:19, 25:21, 17:25, 26:28, 16:14 |

### Sesto turno
| 16 novembre 2014 Sporthalle, Berna Durata: - Spettatori:                      | Uni Berna   | 3 - 0 | Colombier          | 27-25, 25-22, 25-20               |
| 16 novembre 2014 Turnhalle Primarschule Serafin, Laufen Durata: - Spettatori: | Laufen      | 2 - 3 | Oberdiessbach      | 20-25, 25-18, 16-25, 25-22, 10-15 |
| 16 novembre 2014 Salle du Croset, Ecublens Durata: - Spettatori:              | Cosmos      | 1 - 3 | Malters            | 16-25, 22-25, 25-23, 18-25        |
| 16 novembre 2014 Kantonsschule ZO, Wetzikon Durata: - Spettatori:             | Wetzikon    | 0 - 3 | VC Lucerna         | 16-25, 23-25, 26-28               |
| 16 novembre 2014 Giroud-Olma-Halle, Olten Durata: - Spettatori:               | Olten       | 3 - 2 | Servette           | 27-29, 25-23, 25-18, 15-25, 16-14 |
| 16 novembre 2014 Halle Rain, Ittigen Durata: - Spettatori:                    | Papiermühle | 1 - 3 | Laufenburg-Kaisten | 16-25, 25-23, 20-25, 15-25        |

### Ottavi di finale
| 14 dicembre 2014 Palamondo, Cadempino Durata: - Spettatori:               | Lugano             | 3 - 1 | Näfels         | 25-22, 25-21, 24-26, 25-17        |
| 14 dicembre 2014 Halle Oberei Malters, Malters Durata: - Spettatori:      | Malters            | 3 - 1 | Olten          | 25-9, 25-27, 25-14, 29-27         |
| 14 dicembre 2014 Sporthalle Weissenstein, Berna Durata: - Spettatori:     | Uni Berna          | 1 - 3 | Einsiedeln     | 22-25, 25-23, 20-25, 13-25        |
| 14 dicembre 2014 Halle CSC, Lutry Durata: - Spettatori:                   | Lutry-Lavaux       | 0 - 3 | Losanna UC     | 15-25, 12-25, 16-25               |
| 14 dicembre 2014 Primarschule, Oberdiessbach Durata: - Spettatori:        | Oberdiessbach      | 2 - 3 | Jona           | 25-17, 17-25, 27-29, 25-21, 10-15 |
| 14 dicembre 2014 Centre Sportif Sous-Moulin, Thônex Durata: - Spettatori: | Chênois            | 3 - 0 | Züri Unterland | 25-18, 25-21, 28-26               |
| 14 dicembre 2014 Sporthalle Blauen, Laufenburg Durata: - Spettatori:      | Laufenburg-Kaisten | 1 - 3 | Schönenwerd    | 17-25, 31-29, 19-25, 15-25        |
| 14 dicembre 2014 Bahnhofhalle, Lucerna Durata: - Spettatori:              | VC Lucerna         | 0 - 3 | Amriswil       | 21-25, 12-25, 13-25               |

### Quarti di finale
| 18 gennaio 2015 Sportcenter Grünfeld, Jona Durata: - Spettatori:         | Jona       | 3 - 2 | Einsiedeln  | 16-25, 25-12, 21-25, 25-23, 15-10 |
| 18 gennaio 2015 Halle Oberei Malters, Malters Durata: - Spettatori:      | Malters    | 0 - 3 | Amriswil    | 13-25, 11-25, 20-25               |
| 18 gennaio 2015 Centre Sportif de Dorigny, Losanna Durata: - Spettatori: | Losanna UC | 3 - 0 | Lugano      | 25-16, 26-24, 25-17               |
| 18 gennaio 2015 Centre Sportif Sous-Moulin, Thônex Durata: - Spettatori: | Chênois    | 0 - 3 | Schönenwerd | 22-25, 21-25, 18-25               |

### Semifinali
| 8 febbraio 2015 Turnhalle Rain, Jona Durata: ? - Spettatori: ?               | Jona       | 0 - 3 | Schönenwerd | 20-25, 18-25, 30-32               |
| 8 febbraio 2015 Centre sportif de Dorigny, Losanna Durata: ? - Spettatori: ? | Losanna UC | 3 - 2 | Amriswil    | 25-18, 30-28, 24-26, 20-25, 15-11 |

### Finale
| 28 marzo 2015 St.-Léonard-Halle, Friburgo Durata: 2h:11 - Spettatori: 2 750 | Losanna UC | 3 - 2 | Schönenwerd | 18-25, 25-23, 22-25, 28-26, 15-11 |